# No tengo boca y debo gritar
No tengo boca y debo gritar (título original en inglés: I Have No Mouth, and I Must Scream) es un cuento postapocalíptico de ciencia ficción escrito por Harlan Ellison. El relato fue publicado originalmente en marzo de 1967 en la revista norteamericana If, y en 1968 ganó el premio Hugo al mejor relato corto. Apareció en español por primera vez con dicho título en el número 7 de la revista Nueva Dimensión publicado en 1969 con traducción a cargo de Luis Vigil.

## Argumento
En el relato se cuenta que en un futuro distópico la Guerra Fría terminó en una Tercera Guerra Mundial entre Estados Unidos, la Unión Soviética y China. Cada uno de estos tres países creó una computadora (conocidas como AM, por las siglas en inglés de Allied Mastercomputer) para administrar sus ejércitos y armas. Una de las computadoras tomó consciencia de sí misma, eliminó a las otras dos y decidió erradicar a la raza humana mediante un holocausto nuclear. No obstante, decidió salvar a cinco personas: cuatro hombres y una mujer. La computadora decidió mantenerlos presos en un laberinto búnker solamente para torturarlos como venganza y repudio contra la humanidad que la creó.

## Adaptaciones

### Videojuego
Este cuento corto fue adaptado como un videojuego llamado como el mismo cuento. "I have no mouth and i must scream (juego)" de estilo point and click lanzado el día 31 de octubre de 1995, desarrollado en conjunto por Cyberdreams y The Dreamers Guild codiseñado por el propio autor Harlan Ellison.
En dicha adaptación juegas en distintos escenarios mostrando el trasfondo de los 5 personajes, y puedes vivir algunos de los icónicos escenarios del cuento, teniendo en base a tus acciones la posibilidad de sacar 7 finales, cada uno empapado del estilo oscuro del libro, con representaciones gráficas similares al cómic que pondrían una cara al cuento, siendo representativos del mismo por años. Según How Long to Beat la historia principal suele durar un promedio de 6 Horas

### Cómic
En el año 1995 Dark horse cómics decidió lanzar "Harlan Ellison's Dream Corridor"  donde se cuentan historias de dicho creador. el Famoso dibujante de cómics John Byrne realizó una adaptación de este cuento, en el que cuenta con ilustraciones y poco texto los sucesos del cuento con su icónico estilo de dibujo de caracterizo la época dorada de cómics de los años 90, tanto para DC como para Marvel. El cómic antes de empezar cuenta con una introducción a modo de texto, y luego este trata de los sucesos a partir de que los 5 personajes se encontrasen, y este cuenta los hechos de los protagonistas hasta el trágico y desesperanzador final